# デイジー・ジョンソン
デイジー・ジョンソン（Daisy Johnson）、またはクエイク（Quake）は、マーベルコミックスより出版されるコミック作品に登場するキャラクターである。ブライアン・マイケル・ベンディスとガブリエレ・デルオットーによって創造されたこのキャラクターは『シークレット・ウォー』第2号（2004年7月）で初登場した。スーパーヴィランのミスター・ハイドの娘である彼女は地震を引き起こす能力を持ち、国際諜報機関S.H.I.E.L.D.のエージェントである。テレビドラマ『エージェント・オブ・シールド』ではクロエ・ベネットがデイジー・ジョンソンを基としたデイジー・スカイ・ジョンソンを演じている。

## 出版上の歴史
デイジー・ジョンソンはライターのブライアン・マイケル・ベンディスとアーティストのガブリエレ・デルオットーによって創造され、『シークレット・ウォー』第2号（2004年7月）でS.H.I.E.L.D.のエージェントとして登場した。「シークレット・インベージョン」展開中はニック・フューリーのシークレット・ウォーリアーズの一員を務め、クエイクというコードネームが使われた。
彼女の外見は映画『サイバーネット』のアンジェリーナ・ジョリーがモデルである。
デイジー・ジョンソンは『アベンジャーズ』第4期シリーズの第19号（2012年1月）から第34号（2013年1月）にサポーティングキャラクターとして登場した。

## キャラクターのバイオグラフィ
地震を起こす能力を持つジョンソンはスーパーヴィランのカルビン・ザボ（ミスター・ハイドの名で知られる）の私生児である。S.H.I.E.L.D.に入った彼女は長官のニック・フューリーの直属の部下となり、シークレット・ウォー事件後に組織を抜けてからも彼の指揮下で働いた。彼女はフューリーとブラック・ウィドウ（ナターシャ・ロマノフ）以外では「レベル10」のセキュリティ権限をもつ唯一のエージェントであった。シークレット・ウォーの際、デイジーは騙されて連れてこられた他のヒーローたちと共にラトベリアの合法政府を崩壊させる任務に参加した。その後ジョンソンはサイボーグ化したラトベリア政府のリーダーがアメリカ本土を攻撃した際にそれを倒した。
ハウス・オブ・M事件後、ジョンソンは数千ものミュータントパワーを集められたミスター・ハイドと戦うニューアベンジャーズに協力し、その能力で彼の脳を振動させて気絶させた。この事件の際、彼女はもしも自分がアベンジャーズに入れるならばクエイクというコードネームを使うと述べた。
アベンジャーズがシビル・ウォーで分裂した後、彼女はニック・フューリーと再会し、スクラルによるシークレット・インベージョン対策のために様々なヴィランやヒーローの子孫たちを集めた。彼女たちはスクラルがマンハッタンを襲った際には戦闘に参加した。このチームはフューリーのシークレット・ウォーリアーズとなり、ジョンソンはキャタピラーズの現場指揮官を務めた。
ノーマン・オズボーンがラフト刑務所から脱獄した事件を調査した際、ジョンソンはキャプテン・アメリカによってアベンジャーズに招かれ、クエイクという名のスーパーヒーローとなった。またニック・フューリーが引退してその息子が入隊すると、彼女はS.H.I.E.L.D.長官となった。その間、マリア・ヒルは長官代理であった。デイジーが無許可でアンドリュー・フォーソン暗殺作戦を実行に移すと降格となり、マリア・ヒルが長官に復帰した。

## 他のメディア
- テレビアニメ『アベンジャーズ 地球最強のヒーロー』でのデイジー・ジョンソン[13]はレイシー・シャベールが声優を務めた。
- テレビドラマ『エージェント・オブ・シールド』では、フィル・コールソンによってS.H.I.E.L.D.に雇われるコンピュータハッカーのスカイ役でクロエ・ベネットがレギュラー出演している。第2シーズンでは出生名がデイジーであることが判明する。プロデューサーのモーリサ・タンチャローエンは、これがデイジー・ジョンソンを基としていることとインヒューマンであることを明かした[14]。